# 虹 (SUPER BEAVERの曲)
「虹」（にじ）は、日本のバンド・SUPER BEAVERの2作目の配信限定シングル。2017年10月14日に[NOiD]/murffin discsから配信された。

## 概要
前作「ひなた」から約半年ぶりの配信限定シングル。
表題曲の「虹」はテレビ東京系ドラマ25『セトウツミ』オープニングテーマとなっている。
元々10月14日に配信される予定だったが、iTunes Store上のトラブル・エラーにより3日後の10月17日に配信がスタートした。

## 収録曲
1. 虹 [3:07] 
作詞・作曲：柳沢亮太 / 編曲：SUPER BEAVER
  - テレビ東京系ドラマ25「セトウツミ」オープニングテーマ